# Scotiptera pellucida
Scotiptera pellucida là một loài ruồi trong họ Tachinidae.